# Triumph Spitfire
Der Triumph Spitfire ist ein Roadster, den die britische Leyland Motors bzw. die Leyland Motor Corporation von 1962 bis 1980 in verschiedenen Versionen baute. Vorgestellt wurde der von Giovanni Michelotti gestaltete Wagen am 7. Oktober 1962 in der Earls Court Motor Show in London. In Deutschland kam er Anfang 1963 auf den Markt und kostete 8.790,00 DM; das waren rund 2.000 DM mehr als ein Glas 1204.

## Mark I
Der erste Spitfire, der Spitfire 4, wurde von Oktober 1962 bis Dezember 1964 gebaut. Die Ziffer 4 in der Typbezeichnung deutete auf den Vierzylindermotor aus dem Triumph Herald hin, dem auch andere Bauteile entnommen waren. British Leyland bezieht sich bei der Namensgebung auf das gleichnamige Jagdflugzeug Supermarine Spitfire. Der Wagen mit auffallend langer Motorhaube, die sich einschließlich der Seitenteile nach vorn öffnen lässt, ist dank seiner geringen Abmessungen und seines Leergewichts von 735 Kilogramm sehr handlich und bietet mit einer Bodenfreiheit von 125 Millimetern eine tiefe Sitzposition. Der Wendekreis beträgt 7,80 Meter. Der Kofferraum fasst 190 Liter. Dieses verhältnismäßig geringe Volumen ist unter anderem dadurch bedingt, dass der Kraftstofftank über der Hinterachse bzw. über dem Differenzial eingebaut ist.
Der Innenraum ist einfach ausgestattet. Die Sitze sind dünn gepolstert und mit Kunststoff bezogen, lassen sich aber um 15 Zentimeter nach hinten verschieben, sodass auch großgewachsene Fahrer eine zufriedenstellende Sitzposition finden. Das Lenkrad lässt sich in der Höhe um zehn Zentimeter verstellen. Wasserthermometer, Tachometer, Drehzahlmesser und Kraftstoffanzeige sind beim Mk I in der Mitte des Armaturenbretts angeordnet, damit der Wagen ohne aufwendige Änderung wahlweise mit Rechts- oder Linkslenkung geliefert werden konnte. Anders als andere kleine Roadster seiner Zeit hat der Spitfire voll versenkbare Kurbelfenster statt primitiver Steckscheiben. Eine Scheibenwaschanlage und Befestigungspunkte für Sicherheitsgurte, die noch nicht vorgeschrieben waren, gab es serienmäßig.
Der Motor des Mk I hat einen Hubraum von 1147 cm³ und leistet 60 PS (44 kW) bei 5750 Umdrehungen pro Minute. Mit dieser Leistung erreicht der Spitfire eine Höchstgeschwindigkeit von 145 km/h und beschleunigt in 16 Sekunden aus dem Stand auf 100 km/h. Der durchschnittliche Testverbrauch lag bei 8,8 Liter auf 100 Kilometer.

## Mark II bis IV
Abgelöst wurde der Mk I von dem Spitfire 4 Mk II, der von Dezember 1964 bis Januar 1967 produziert wurde. Die Änderungen gegenüber dem Vorgängermodell sind gering. Der Y-Rahmen aus dem Triumph Herald mit zwei Längsträgern und Querträgern blieb der gleiche. Er ist vorn und hinten gegabelt. Die vordere Gabel nimmt Motor, Getriebe, Radaufhängung und Lenkung auf, die hintere das Differenzial. Der Motor leistet 67 PS statt der ursprünglichen 60 PS, sodass eine Höchstgeschwindigkeit von 148 km/h und eine Beschleunigung von null auf 100 km/h in 14 Sekunden möglich ist. Äußerlich unterscheiden sich die Modelle durch den nach wie vor zweiteiligen Kühlergrill mit fünf Querstreben statt der vorhergehenden zwei engmaschigen Gitter sowie den Schriftzug „Mk II“ am Heck.
Danach erschien der Spitfire Mk III, der von Januar 1967 bis Dezember 1970 gebaut wurde. Er hat einen 1,3-Liter-Motor mit 75 PS bei 6000 Umdrehungen pro Minute; Höchstgeschwindigkeit des Wagens: 160 km/h. Es ist nach wie vor der konstruktiv unveränderte Vierzylinder-Reihenmotor mit durch Kette betätigter seitlicher Nockenwelle sowie hängenden, über Stoßstangen und Kipphebel betätigten Ventilen. Die Kraft wird wie bei den Vorgängermodellen über eine hydraulisch betätigte Einscheiben-Trockenkupplung, ein Vierganggetriebe mit Mittelschalthebel und eine Kardanwelle an die Hinterräder übertragen. Die Gänge zwei bis vier sind synchronisiert.
Auffallend sind der höher angesetzte Stoßfänger des Mk III und der schmale, nicht mehr zweigeteilte Kühlergrill. Praktischer als vorher ist das Verdeckgestänge, das nicht mehr aufgesteckt bzw. zerlegt und im Kofferraum verstaut werden muss; es ist fest an der Karosserie angebracht und wird mit Plane zu- oder aufgeklappt.
Eine modernisierte Version war der von November 1970 bis Dezember 1974 gebaute Spitfire Mk IV (1300). Der Motor ist auf 63 PS gedrosselt, wodurch sich die Höchstgeschwindigkeit auf 155 km/h verringert. Das Getriebe ist vollsynchronisiert. Tachometer und Drehzahlmesser sind nicht mehr in der Mitte des Armaturenbrettes, sondern hinter dem Lenkrad im Blickfeld des Fahrers platziert. Die Karosserie ist fünfeinhalb Zentimeter länger und drei Zentimeter breiter als die des Mk III.

## Spitfire 1500
Das letzte Modell war der Spitfire 1500 mit einer überarbeiteten Karosserie. 95.829 Stück dieses Modells wurden von Dezember 1974 bis August 1980 hergestellt. Der Wagen hat wie die Vorgänger einen Vierzylinder-Reihenmotor, jedoch mit 1493 cm³ Hubraum und einer Leistung von 71 PS bei 5500/min. Als weitere Neuerung hat er einen kleinen Spoiler am Bug und eine Abdeckung für das Verdeck.

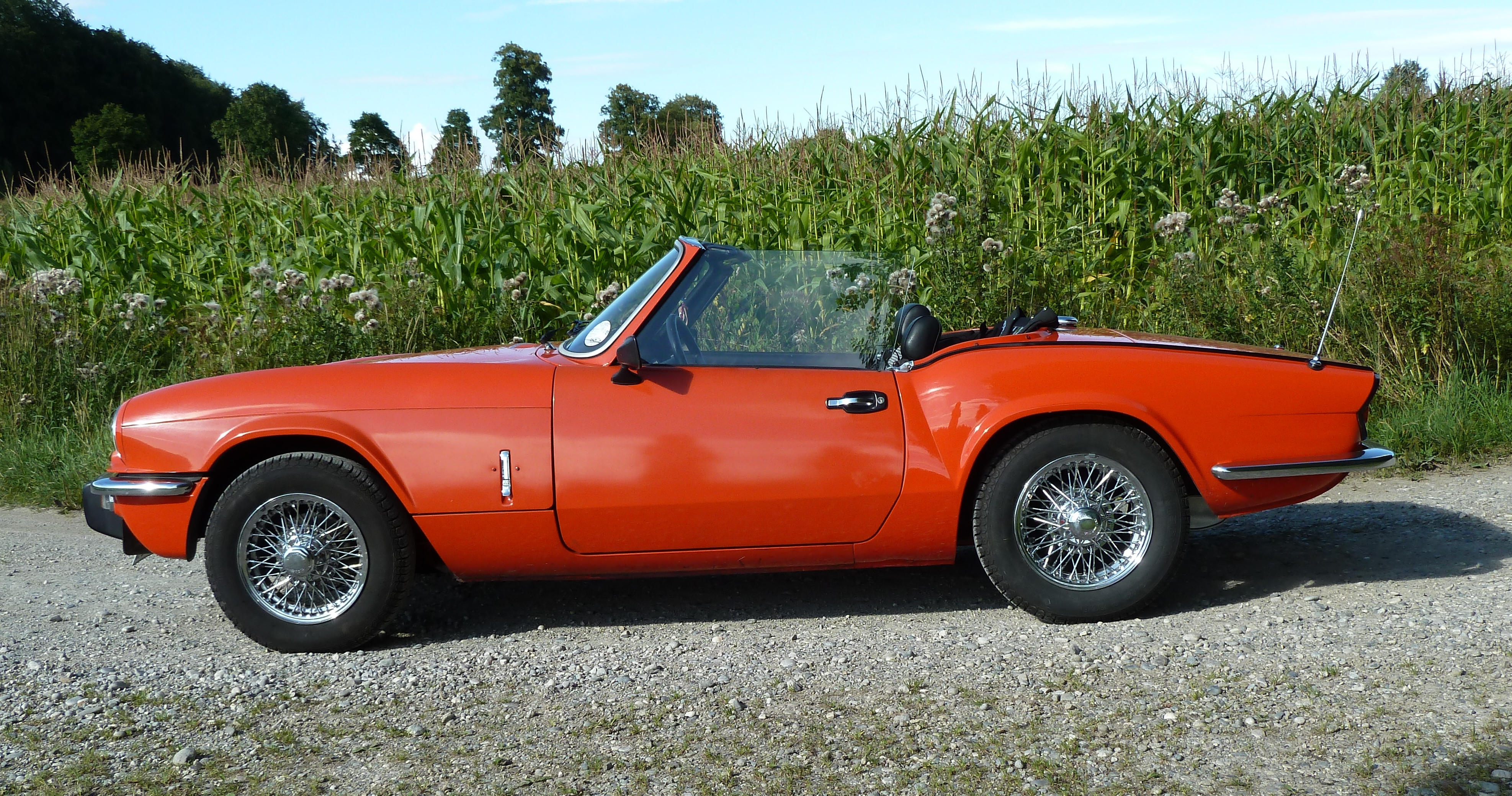
Triumph Spitfire 1500 (1981)
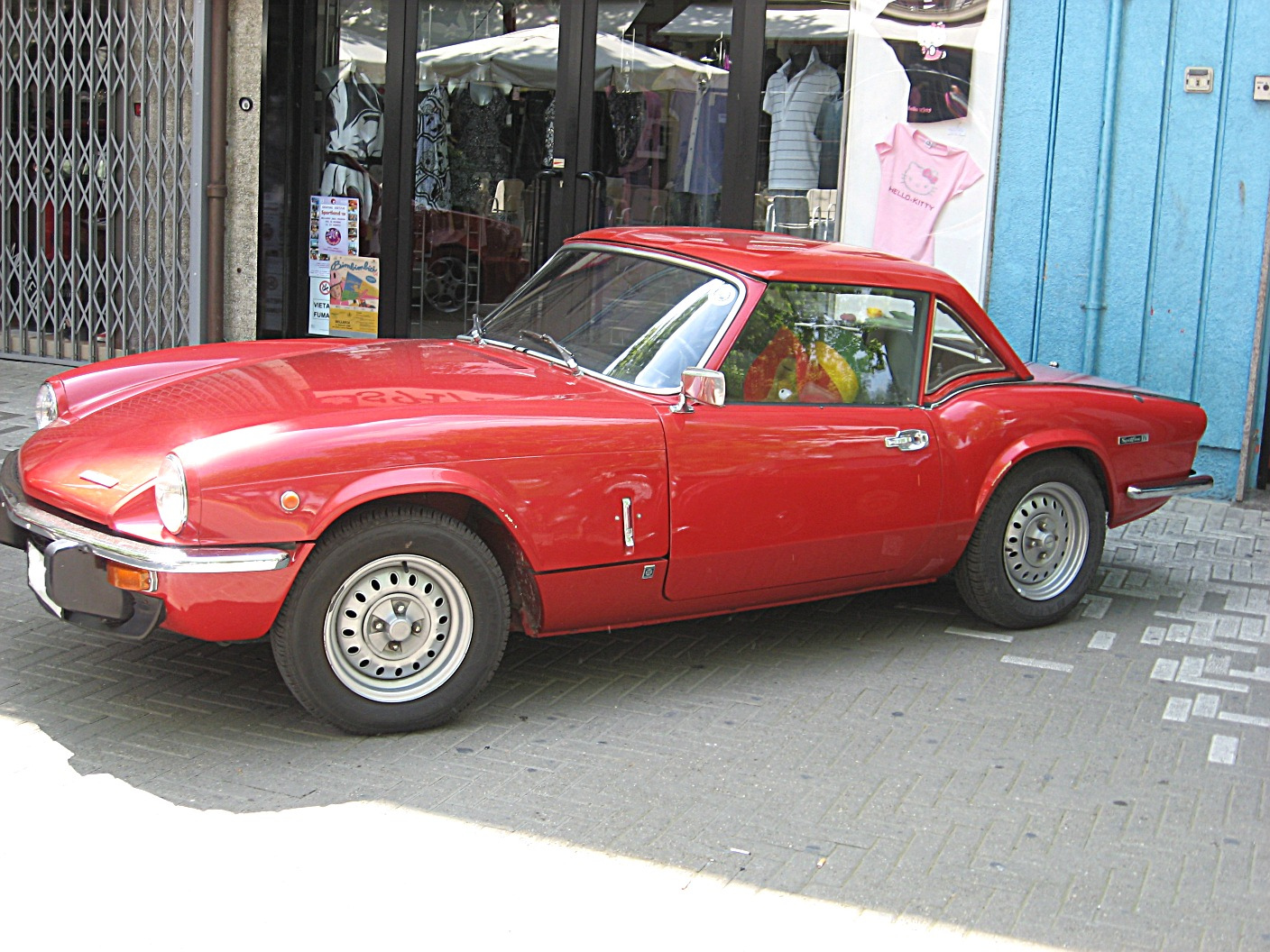
Triumph Spitfire Mk IV
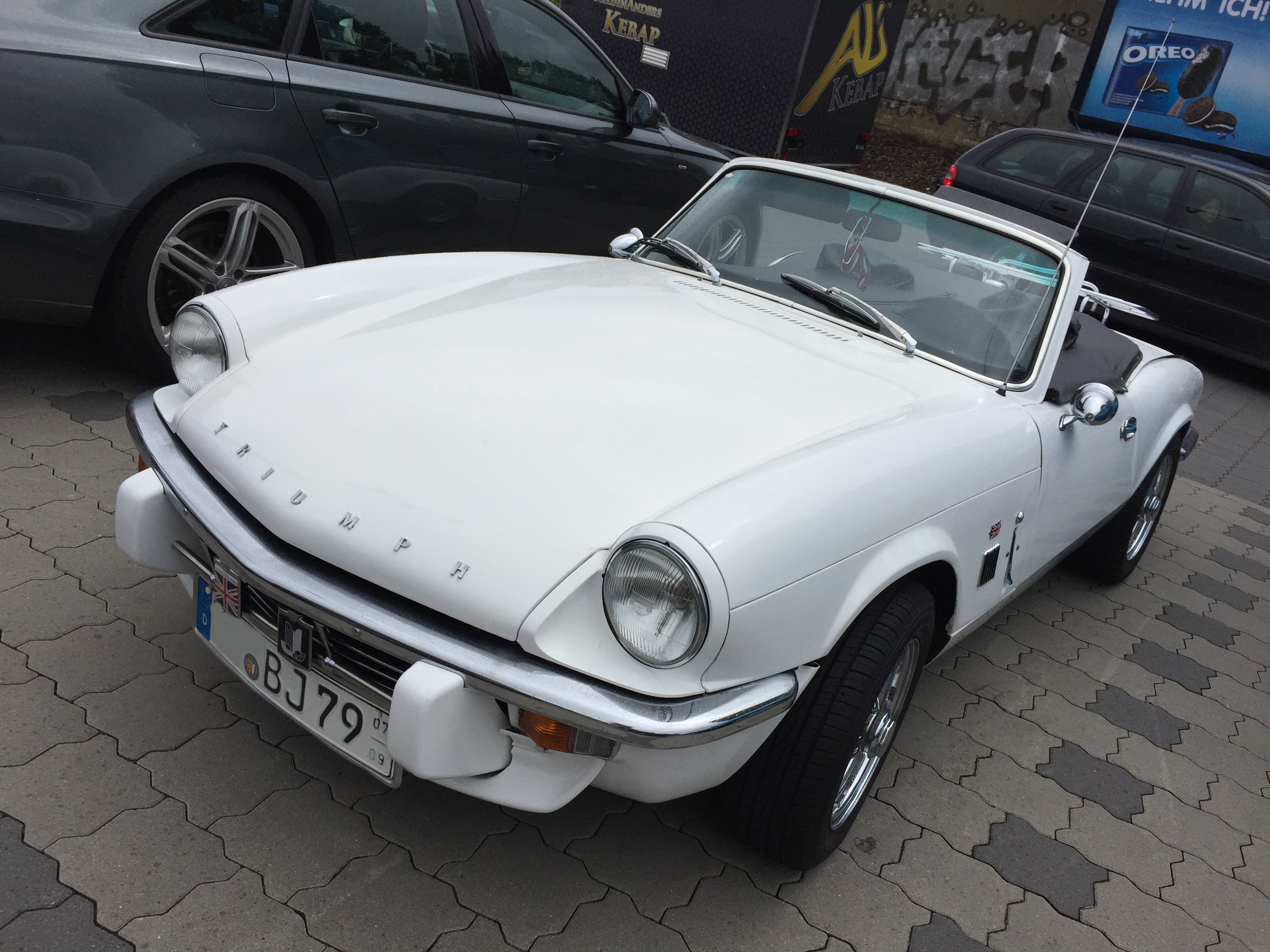
Spitfire 1500 (1979) Frontansicht
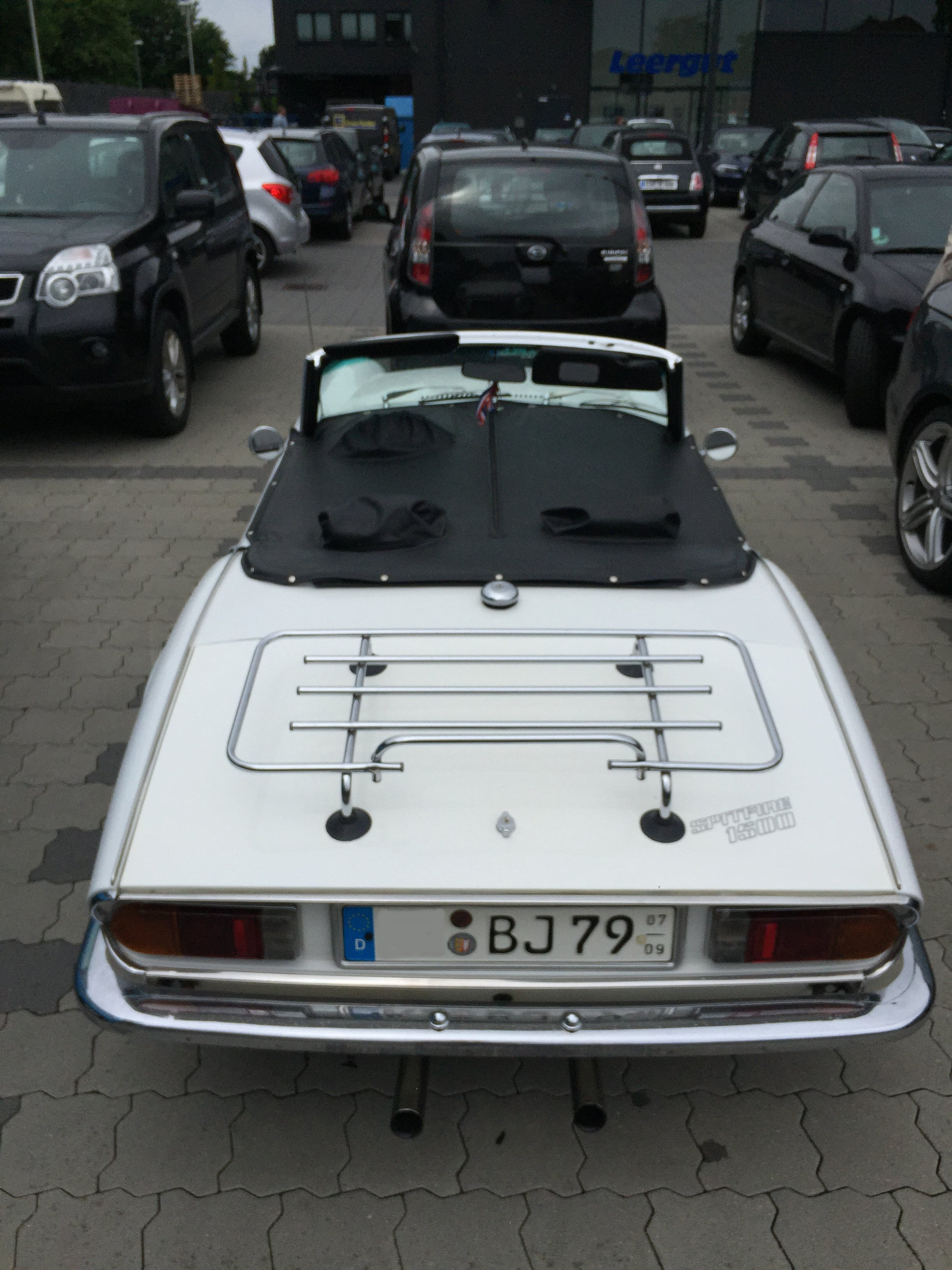
Geschlossene Persenning
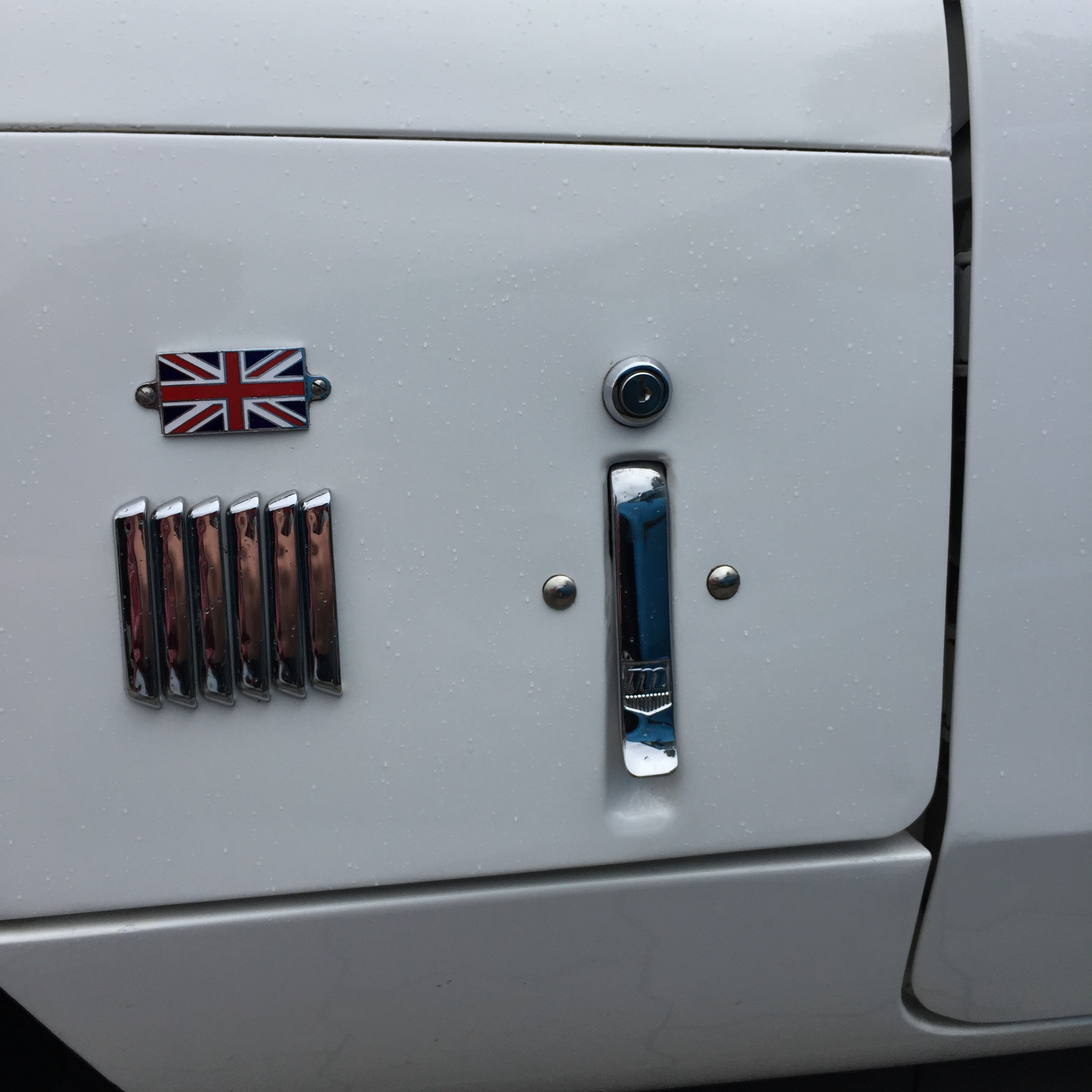
Verschluss der nach vorn öffnenden Motorhaube

## Spitfire im Motorsport
In den Jahren 1964 und 1965 trat Triumph mit drei beziehungsweise vier Werkswagen zum 24-Stunden-Rennen von Le Mans an.
1964 fielen zwei Teams durch Unfall aus und der dritte Wagen, den David Hobbs und Rob Slotemaker fuhren, erzielte mit einer Durchschnittsgeschwindigkeit von 152 km/h Platz 21 in der Gesamtwertung und Platz drei der kleinsten Prototypenklasse. Die Leistung der Motoren war auf 98 PS gesteigert. Damit erreichten die mit vollem 90-Liter-Tank etwa 740 Kilogramm wiegenden Spitfires mit Coupé-Aufsatz und strömungsoptimierter Motorhaube Spitzengeschwindigkeiten von über 210 km/h.
1965 erzielte der Spitfire den Klassensieg bei den 24 Stunden von Le Mans, ein zweiter Spitfire belegte den zweiten Platz der kleinsten Kategorie. Dazu ist anzumerken, dass diese beiden Autos mit den Fahrern Thuner/Lampinen und Dubois/Piot auf den Plätzen 13 und 14 des Gesamtklassements als Letzte gewertet wurden, eine deutlich geringere Rundenzahl als der Klassensieger des Vorjahres erreichten und dank der Zuverlässigkeit – alle Klassengegner fielen aus – siegten. Die Wagen waren mit 726 Kilogramm leichter als im Vorjahr und mit 109-PS-Motoren 220 km/h schnell.
Das Triumph-Werksengagement im Motorsport war sehr begrenzt und endete bereits 1965. Privatfahrer setzten die Spitfires jedoch weiterhin bei Rennen ein. Der britische Rennfahrer William Bradley startete unter anderem 1965 mit David Prophet und 1966 mit Steve P. Neal beim 1000-km-Rennen auf dem Nürburgring, fiel jedoch beide Male aus. Einmal verlor der Wagen in der 20. Runde ein Rad und im nächsten Jahr war ein Unfall in Runde 23 die Ursache für den Ausfall.

## Kritik

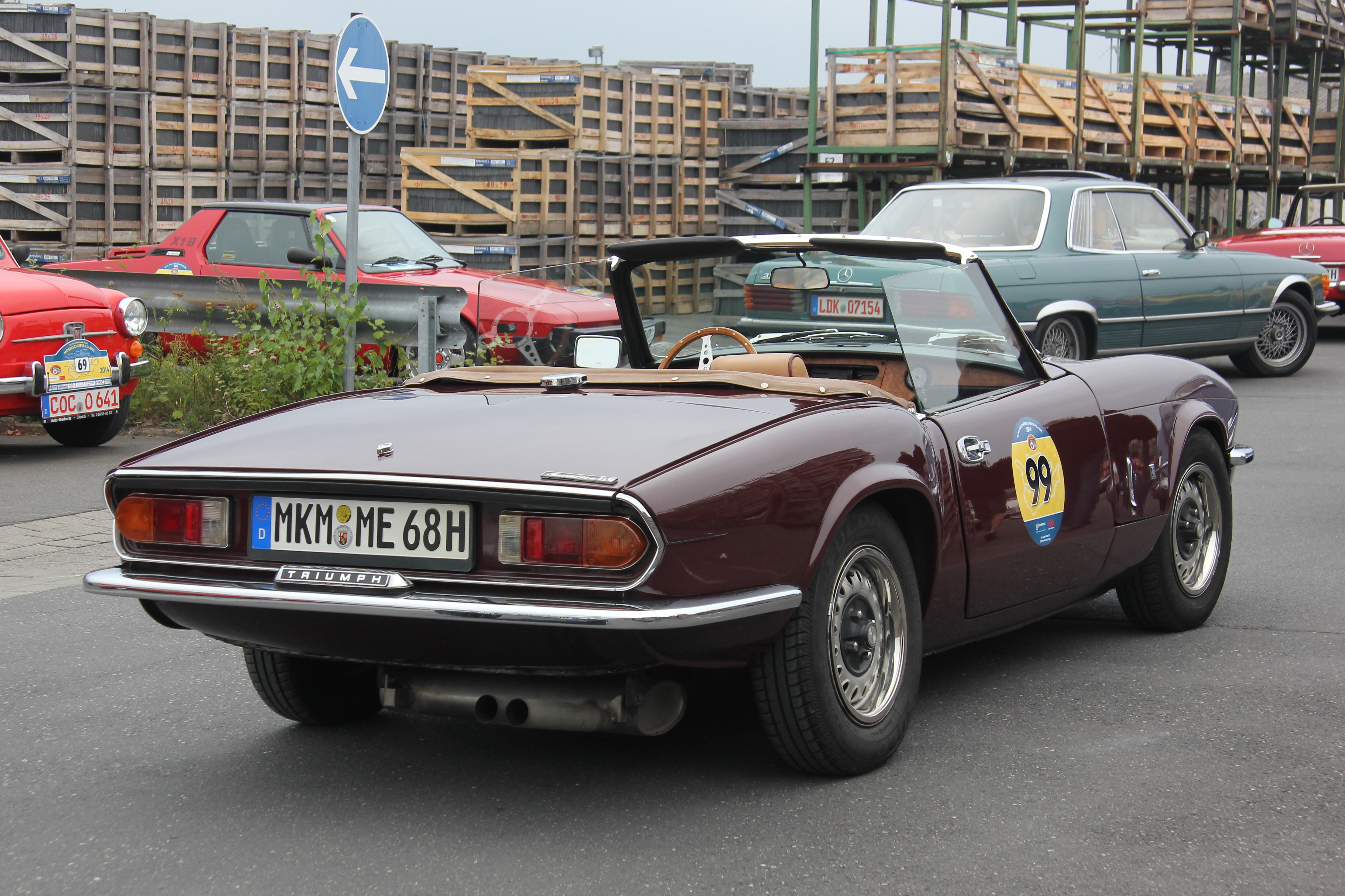
Spitfire Mk4 mit negativem Sturz der Hinterräder

Das Fahrverhalten des Spitfire wurde scharf kritisiert, da die hintere Pendelachse bei hohen Querbeschleunigungen zum Ausfedern neigt und so das Fahrzeugheck aushebeln kann, was zu einem schwer zu kontrollierenden plötzlichen Übersteuern führt. Im Katalog Die Automodelle 1963/64 ist dies beschönigend wie folgt dargestellt: „… und er hat genau jene durch das wischende Heck gekennzeichneten Kurveneigenschaften, welche die Herzen mitfahrender Mädchen erweichen.“ Zur Verbesserung der Fahreigenschaften bot ein Zubehörhersteller eine Blattfeder an, die statt des standardmäßig leicht positiven Sturzes der Hinterräder einen negativen Sturz ermöglichte.
1976 verlieh der ADAC einem Spitfire 1500 wegen seiner Qualitätsmängel die „Silberne Zitrone“.

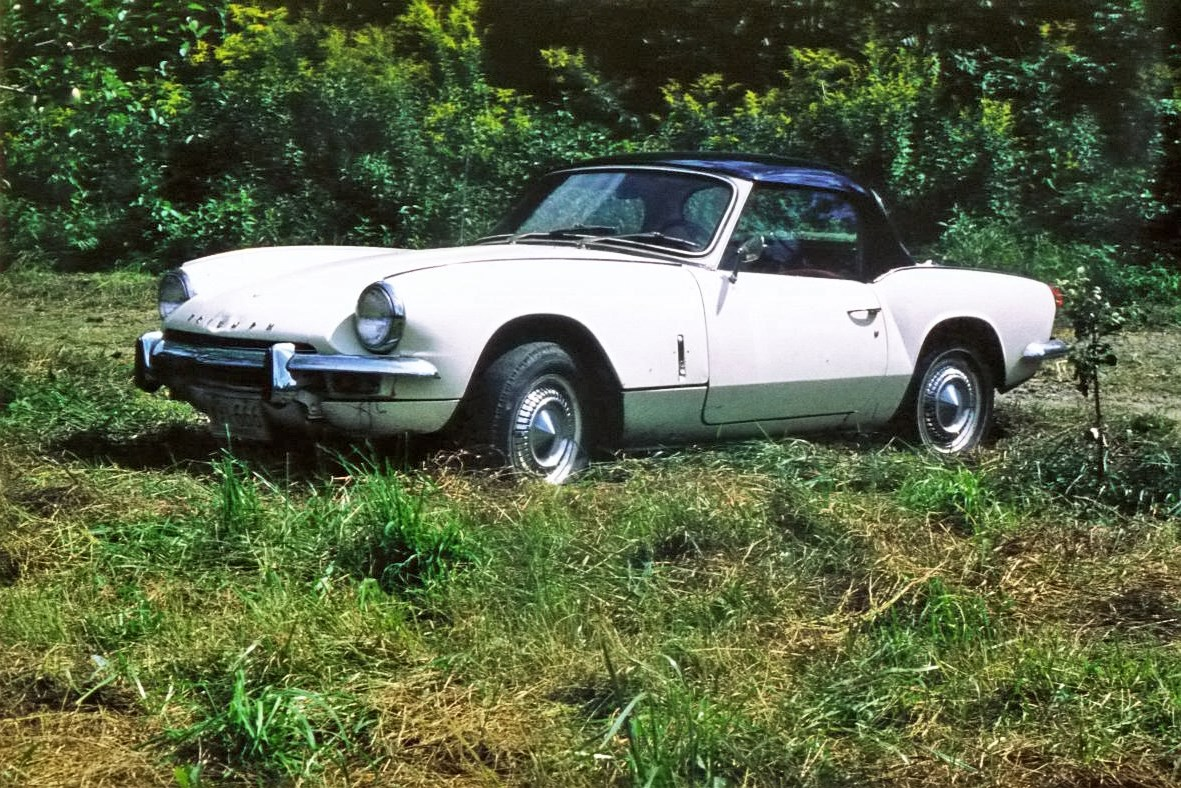
Triumph Spitfire Mk3 (1968)
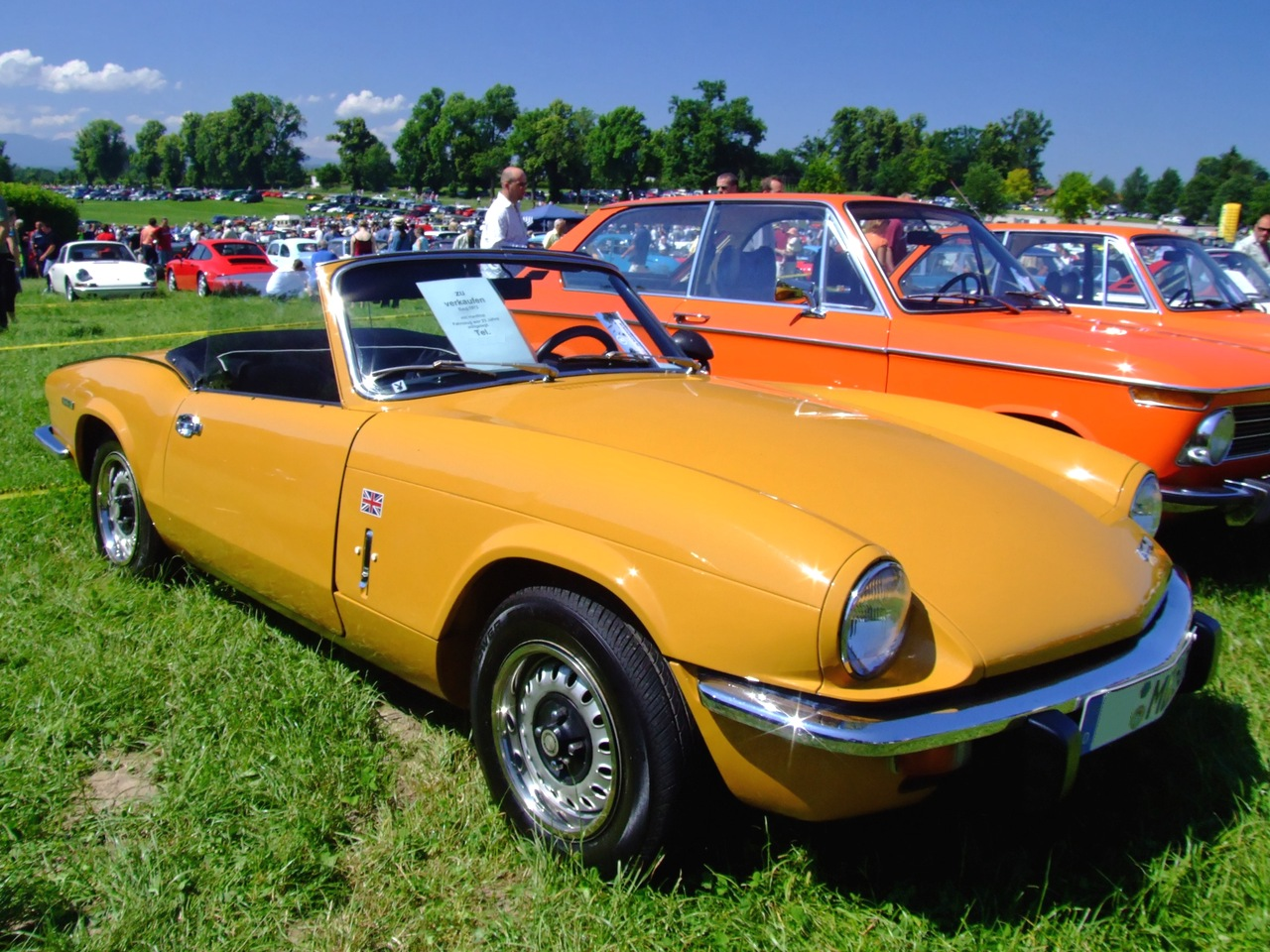
Triumph Spitfire Mk4 (1973)
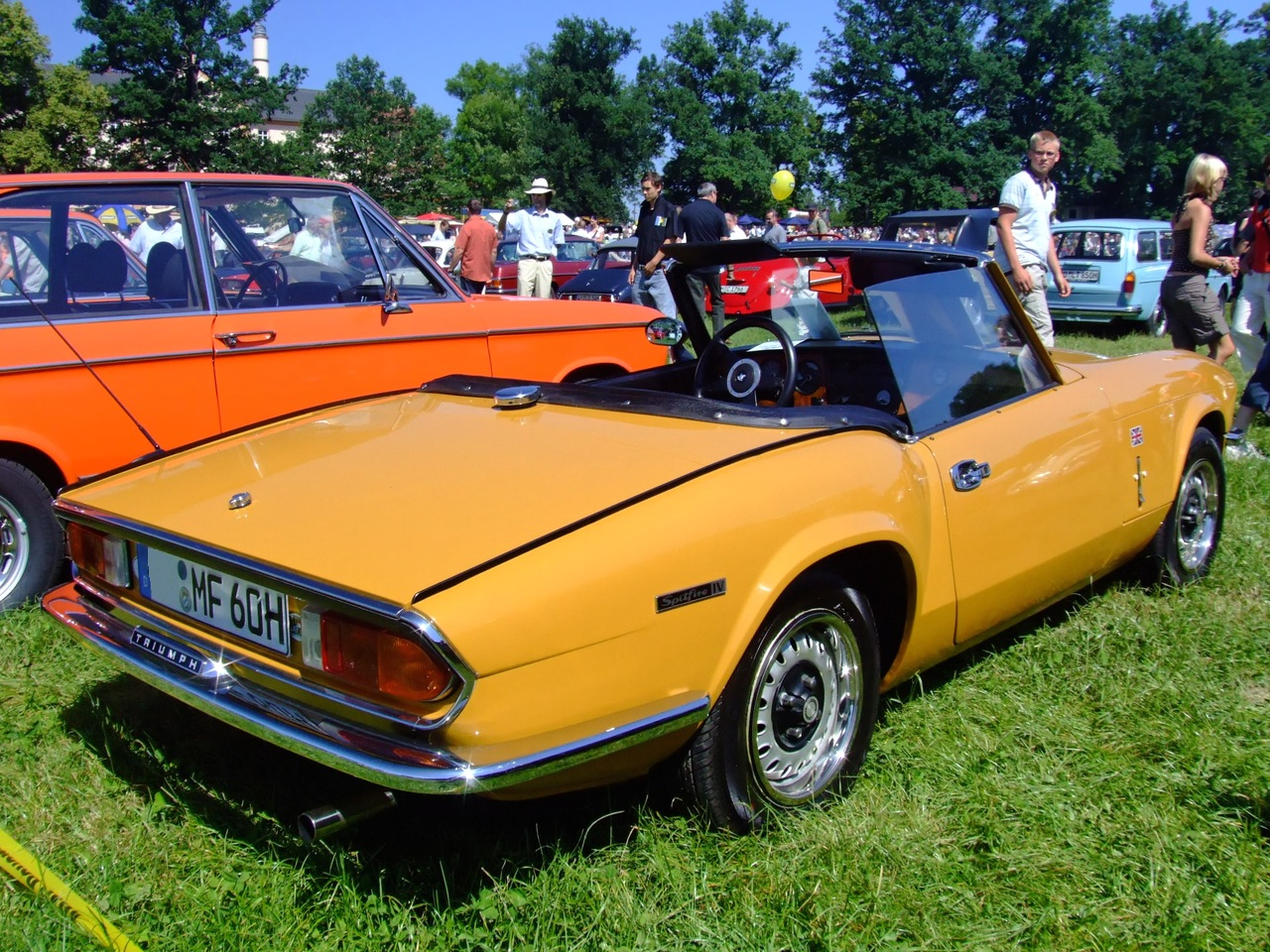
Triumph Spitfire Mk4 (1973)

## Datenblatt
| Triumph Spitfire                             | Spitfire 4 (Mk I)                                                    | Mk II                                                                | Mk III                                                               | Mk IV                                                                | 1500                                                                 |              |
| -------------------------------------------- | -------------------------------------------------------------------- | -------------------------------------------------------------------- | -------------------------------------------------------------------- | -------------------------------------------------------------------- | -------------------------------------------------------------------- | ------------ |
| Motor                                        | 4-Zylinder-Reihenmotor (Viertakt)                                    | 4-Zylinder-Reihenmotor (Viertakt)                                    | 4-Zylinder-Reihenmotor (Viertakt)                                    | 4-Zylinder-Reihenmotor (Viertakt)                                    | 4-Zylinder-Reihenmotor (Viertakt)                                    |              |
| Hubraum                                      | 1147 cm³                                                             | 1147 cm³                                                             | 1296 cm³                                                             | 1296 cm³                                                             | 1493 cm³                                                             |              |
| Bohrung × Hub:                               | 69,3 × 76 mm                                                         | 69,3 × 76 mm                                                         | 73,7 × 76 mm                                                         | 73,7 × 76 mm                                                         | 73,7 × 87,5 mm                                                       |              |
| Leistung bei 1/min                           | 44 kW (60 PS) bei 5750                                               | 49 kW (67 PS) bei 6000                                               | 54 kW (75 PS) bei 6000                                               | 46 kW (63 PS) bei 6000                                               | 53 kW (72 PS) bei 5500                                               |              |
| Max. Drehmoment bei 1/min                    | 91 Nm bei 3500                                                       | 91 Nm bei 3760                                                       | 122 Nm bei 4000                                                      | 94 Nm bei 3500                                                       | 111 Nm bei 3000                                                      |              |
| Verdichtung                                  | 9,0 : 1                                                              | 9,0 : 1                                                              | 9,0 : 1                                                              | 9,0 : 1                                                              | 9,0 : 1                                                              |              |
| Gemischaufbereitung                          | 2 × SU                                                               | 2 × SU                                                               | 2 × SU HS2                                                           | 2 × SU HS2                                                           | 2 × SU HS4                                                           |              |
| Ventilsteuerung                              | hängende Ventile, seitliche Nockenwelle, Antrieb über Kette          | hängende Ventile, seitliche Nockenwelle, Antrieb über Kette          | hängende Ventile, seitliche Nockenwelle, Antrieb über Kette          | hängende Ventile, seitliche Nockenwelle, Antrieb über Kette          | hängende Ventile, seitliche Nockenwelle, Antrieb über Kette          |              |
| Kühlung                                      | Wasserkühlung                                                        | Wasserkühlung                                                        | Wasserkühlung                                                        | Wasserkühlung                                                        | Wasserkühlung                                                        |              |
| Getriebe                                     | 4-Gang-Getriebe auf Wunsch mit Overdrive Hinterradantrieb            | 4-Gang-Getriebe auf Wunsch mit Overdrive Hinterradantrieb            | 4-Gang-Getriebe auf Wunsch mit Overdrive Hinterradantrieb            | 4-Gang-Getriebe auf Wunsch mit Overdrive Hinterradantrieb            | 4-Gang-Getriebe auf Wunsch mit Overdrive Hinterradantrieb            |              |
| Radaufhängung vorn                           | je zwei ungleich lange Dreieckslenker, Schraubenfedern, Stabilisator | je zwei ungleich lange Dreieckslenker, Schraubenfedern, Stabilisator | je zwei ungleich lange Dreieckslenker, Schraubenfedern, Stabilisator | je zwei ungleich lange Dreieckslenker, Schraubenfedern, Stabilisator | je zwei ungleich lange Dreieckslenker, Schraubenfedern, Stabilisator |              |
| Radaufhängung hinten                         | Pendelachse, Längsschubstreben, Querblattfeder                       | Pendelachse, Längsschubstreben, Querblattfeder                       | Pendelachse, Längsschubstreben, Querblattfeder                       | Pendelachse, Längsschubstreben, Querblattfeder                       | Pendelachse, Längsschubstreben, Querblattfeder                       |              |
| Bremsen                                      | Scheibenbremsen vorne, Trommeln hinten, auf Wunsch Servo             | Scheibenbremsen vorne, Trommeln hinten, auf Wunsch Servo             | Scheibenbremsen vorne, Trommeln hinten, auf Wunsch Servo             | Scheibenbremsen vorne, Trommeln hinten, auf Wunsch Servo             | Scheibenbremsen vorne, Trommeln hinten, auf Wunsch Servo             |              |
| Lenkung                                      | Zahnstangenlenkung                                                   | Zahnstangenlenkung                                                   | Zahnstangenlenkung                                                   | Zahnstangenlenkung                                                   | Zahnstangenlenkung                                                   |              |
| Karosserie                                   | Stahlblech, auf Kastenrahmen mit Längs- und Querträgern              | Stahlblech, auf Kastenrahmen mit Längs- und Querträgern              | Stahlblech, auf Kastenrahmen mit Längs- und Querträgern              | Stahlblech, auf Kastenrahmen mit Längs- und Querträgern              | Stahlblech, auf Kastenrahmen mit Längs- und Querträgern              |              |
| Spurweite vorn/hinten                        | 1245/1220 mm                                                         | 1245/1220 mm                                                         | 1245/1220 mm                                                         | 1245/1270 mm                                                         | 1245/1270 mm                                                         | 1245/1270 mm |
| Radstand                                     | 2110 mm                                                              | 2110 mm                                                              | 2110 mm                                                              | 2110 mm                                                              | 2110 mm                                                              |              |
| Abmessungen                                  | 3685 × 1450 × 1205 mm                                                | 3685 × 1450 × 1205 mm                                                | 3730 × 1450 × 1205 mm                                                | 3685 × 1450 × 1205 mm                                                | 3970 × 1488 × 1205 mm                                                |              |
| Leergewicht                                  | 736 kg                                                               | 736 kg                                                               | 748 kg                                                               | 720 kg                                                               | 843 kg                                                               |              |
| Höchstgeschwindigkeit (Werk)                 | 146 km/h                                                             | 153 km/h                                                             | 160 km/h                                                             | 153 km/h                                                             | 161 km/h                                                             |              |
| 0–100 km/h (Werksangabe)                     | 19 s                                                                 | n. a.                                                                | ca. 12,5 s                                                           | 15 s                                                                 | 12 s                                                                 |              |
| Verbrauch (Liter/100 Kilometer, Werksangabe) | 9,5 l                                                                | 7,5 l                                                                | ca. 8–10 l                                                           | ca. 8–10 l                                                           | ca. 8–12 l                                                           |              |
| Bauzeit                                      | 10/1962 – 12/1964                                                    | 12/1964 – 01/1967                                                    | 01/1967 – 12/1970                                                    | 11/1970 – 12/1974                                                    | 12/1974 – 08/1980                                                    |              |
| Preis (DM)                                   | 8.790 (1964)                                                         | 8.790 (1965)                                                         | 8.425 (1969)                                                         | 9.075 (1973)                                                         | 12.950 (02/79)                                                       |              |